# فیلیپه آزودو
فیلیپه آزودو (به پرتغالی: Felipe Azevedo dos Santos) هافبک اهل برزیل است که در شهر یوباتوبا، سائوپائولو و در تاریخ ۱۰ ژانویهٔ ۱۹۸۷ به دنیا آمده‌است.
فیلیپه آزودو در تیم‌های فوتبال América سابقهٔ حضور دارد.